# Cattedrale di Santa Teresa d'Avila (Bjelovar)
La cattedrale di Santa Teresa d'Avila (in croato: Katedrala svete Terezije Avilske) si trova a Bjelovar, Croazia, in piazza Eugena Kvaternika, e dal 2009 è cattedrale della diocesi di Bjelovar-Križevci.

## Storia
La fondazione della prima chiesa risale al 10 aprile 1765. La chiesa è stata completata nel 1770 e benedetta il 15 ottobre 1772, per la festa di Santa Teresa, santa patrona dell'imperatrice austriaca Maria Teresa d'Austria, fondatrice di Bjelovar nel 1756. Fu dedicata dall'arcivescovo di Zagabria Joseph Galjuf il 15 ottobre 1775.
Un terremoto nel 1880 ha danneggiato la chiesa e la canonica. La chiesa fu ricostruita dall'architetto Herman Bolle tra il 1888 ed il 1896.
Il 5 dicembre 2009 con la bolla De maiore spirituali bono papa Benedetto XVI ha eretto la diocesi di Bjelovar-križevačka elevando contestualmente la chiesa di Santa Teresa a cattedrale.